# Andrei Șendroiu
Andrei Șendroiu (sinh ngày 30 tháng 9 năm 1995) là một cầu thủ bóng đá người România thi đấu ở vị trí tiền vệ cho đội bóng Liga II Pandurii Târgu Jiu.